# Giuseppe Codacci Pisanelli
Giuseppe Codacci Pisanelli (Roma, 28 marzo 1913 – Roma, 2 febbraio 1988) è stato un politico e giurista italiano, più volte deputato e ministro. Fu rettore dell'Università degli Studi di Lecce.

## Biografia

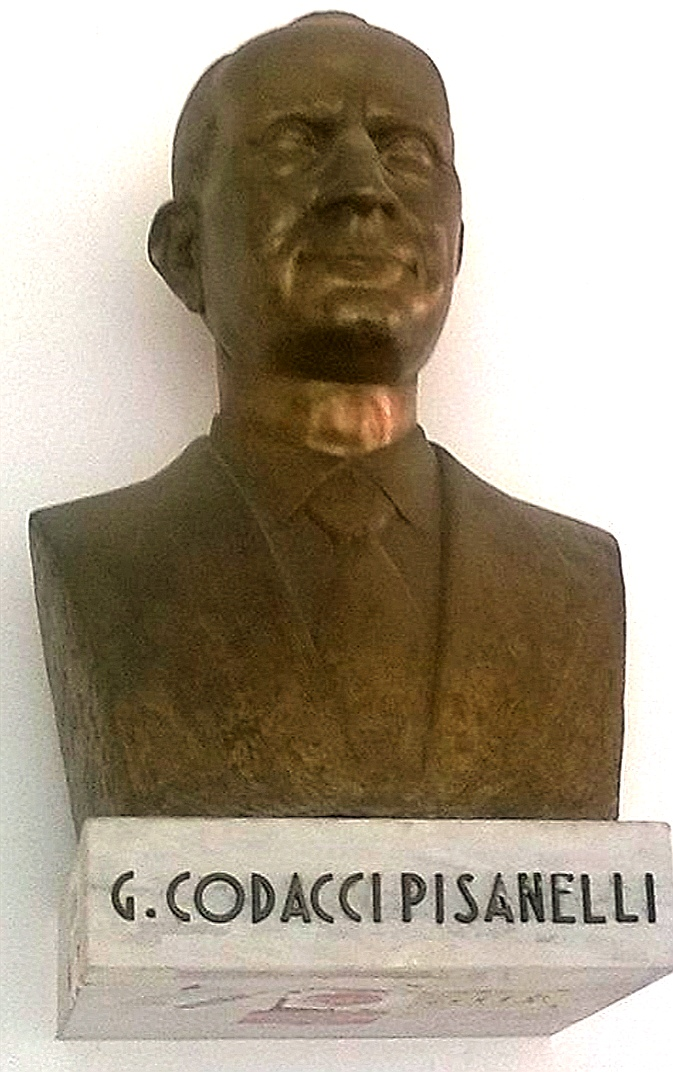
Busto di Codacci Pisanelli - ingresso del Palazzo omonimo, sede dell'università di Lecce

Figlio di Alfredo Codacci Pisanelli, docente di diritto all'università di Roma, liberale, deputato del Regno e sottosegretario e nipote di Giuseppe Pisanelli, insigne giurista e Ministro di grazia e giustizia del Regno d'Italia. 
Conseguì la laurea in giurisprudenza e in scienze politiche e divenne libero docente in Diritto Amministrativo nel 1940 all'università di Macerata, Capitano di cavalleria durante la seconda guerra mondiale e  nel 1943, entrato in magistratura, fu uditore al tribunale di Roma e pretore di Tricase. Nel 1944 entrò come volontario nell'Esercito Cobelligerante Italiano e fu inviato come osservatore per l'Italia al processo di Norimberga. Nel 1946 tornò all'insegnamento all'università di Roma e nel 1953 all'università di Bari.
Fu rettore del Consorzio Universitario Salentino dal 1955 al 1976, e restando direttore dell'Istituto di Scienze Giuridiche ed Economiche.

### Attività politica
Nel 1946 fu eletto all'Assemblea costituente per la Democrazia Cristiana nella circoscrizione di Lecce.
Fu più volte deputato dalla I alla IV legislatura (1948-1968).
Fu brevemente ministro della difesa nell'8º gabinetto De Gasperi (1953), presidente dell'Unione Interparlamentare (1957-1962). Nel 1954 è segretario provinciale della DC di Lecce e commissario di quella di Bari. Dal 1958 al 1960 fu vicepresidente della commissione esteri della Camera. Poi divenne ministro per i rapporti con il Parlamento nei governi Fanfani III e IV (luglio 1960 - giugno 1963) e Leone (giugno - dicembre 1963).
Fu, dal 1962 al 1968, sindaco di Tricase, nel Salento, dal quale proviene la sua famiglia: suo era stato il progetto della Regione Salento, proposto invano alla Costituente nel dicembre 1946.
Non rieletto alla Camera nel 1968, vi ritornò ancora nella VI legislatura (1972-1976)
Nel 1979 fu candidato per la lista della Democrazia Cristiana alle elezioni europee per l'Italia meridionale e fu il primo dei non eletti.

## Incarichi parlamentari e di governo

### Assemblea costituente
- Membro della Commissione per la Costituzione
- Membro della Seconda sottocommissione

### Camera dei deputati
- Presidente della Commissione speciale per la ratifica dei decreti legislativi emanati nel periodo della Costituente (1951 - 1953)
- Presidente della Giunta per le elezioni (1953)
- Presidente della Commissione speciale per l'esame delle proposte di legge costituzionali Aldisio e Li Causi nn.2406 e 2810 concernenti l'Alta Corte per la Regione Siciliana e la Corte Costituzionale (1957 - 1958)
- Presidente della Commissione speciale per l'esame delle proposte di legge nn. 82 e 945 e della proposta di inchiesta parlamentare n. 1797, concernenti le abitazioni della gente rurale (1959 - 1960)

### Governo

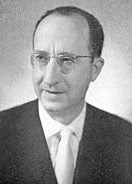
Giuseppe Codacci Pisanelli (1963)

- Ministro della Difesa del Governo De Gasperi VIII (1953)
- Ministro per i rapporti con il Parlamento del Governo Fanfani III (1960 - 1962)
- Ministro per i Rapporti col Parlamento del Governo Fanfani IV (1962 - 1963)
- Ministro per i Rapporti col Parlamento del Governo Leone I (1963)

## Pubblicazioni
- L'annullamento degli atti amministrativi, Milano, Giuffrè, 1939
- L'invalidità come sanzione di norme non giuridiche, Milano, Giuffrè, 1940
- Analisi delle funzioni sovrane, Milano, Giuffrè, 1946
- Ampiezza del concetto di novazione, Milano, Giuffrè, 1950
- Parlements, Parigi, Presses Universitaires de France, 1961
- Diritti quesiti, vol. I, Bari, Laterza, 1976